# Wedge Tomb von Lavally

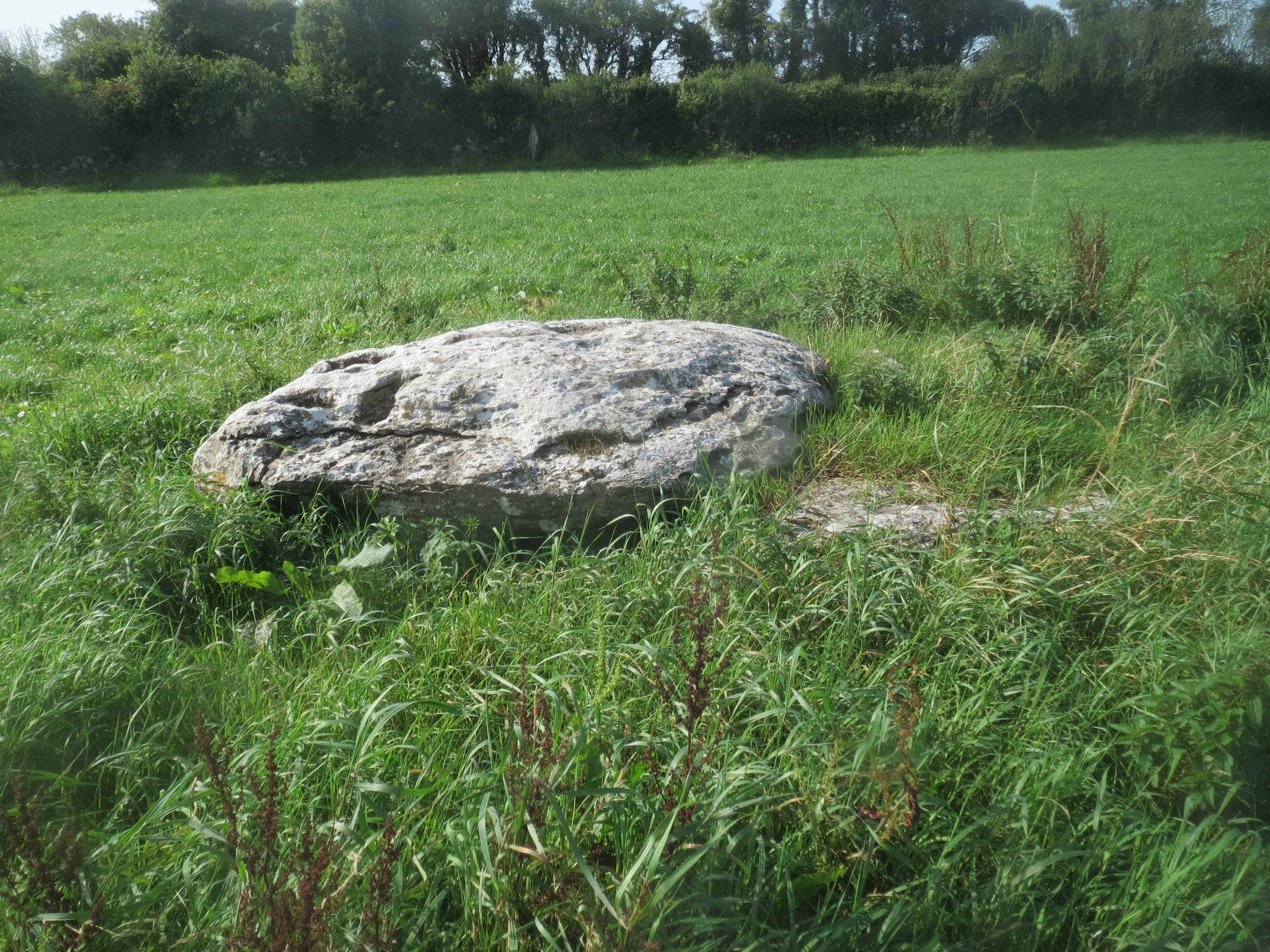
Wedge Tomb in Lavally (Co. Galway)

Das Wedge Tomb von Lavally liegt auf einer Wiese im Townland Lavally (irisch An Leathbhaile) nordöstlich von Clarinbridge im County Galway in Irland. Die vor wenigen Jahren erbaute Autobahn M18 führt ganz in der Nähe vorbei.
Von dem Monument ist nur ein großer, flach auf dem Boden liegender Stein deutlich zu sehen. Dabei handelt es sich um den ehemaligen Dachstein. Weitere Steine sind teils zerbrochen und darunter verborgen.
Nach lokalen Aussagen ist die Anlage ca. 1930 zusammengebrochen. Ältere Bilder zeigen, dass es sich um drei aufrecht stehende Steine handelte, auf denen der große Dachstein lag. Es handelte sich höchstwahrscheinlich um ein Wedge Tomb.
Es wird allerdings auch als Portal Tomb eingeschätzt. Auf der Seite dazu befindet sich auch eine Zeichnung des Monuments vor dem Zusammenbruch.